# Akinyele (Nigeria)
Akinyele è una delle trentatré aree a governo locale (local government areas) in cui è suddiviso lo stato di Oyo (Nigeria), nella Repubblica Federale della Nigeria.
Conta una popolazione di 239.745 abitanti.